# Byrrhinus andamanus
Byrrhinus andamanus är en skalbaggsart som först beskrevs av Maurice Pic 1935.  Byrrhinus andamanus ingår i släktet Byrrhinus och familjen lerstrandbaggar. Inga underarter finns listade i Catalogue of Life.